# Vatikanstatens gendarmeri

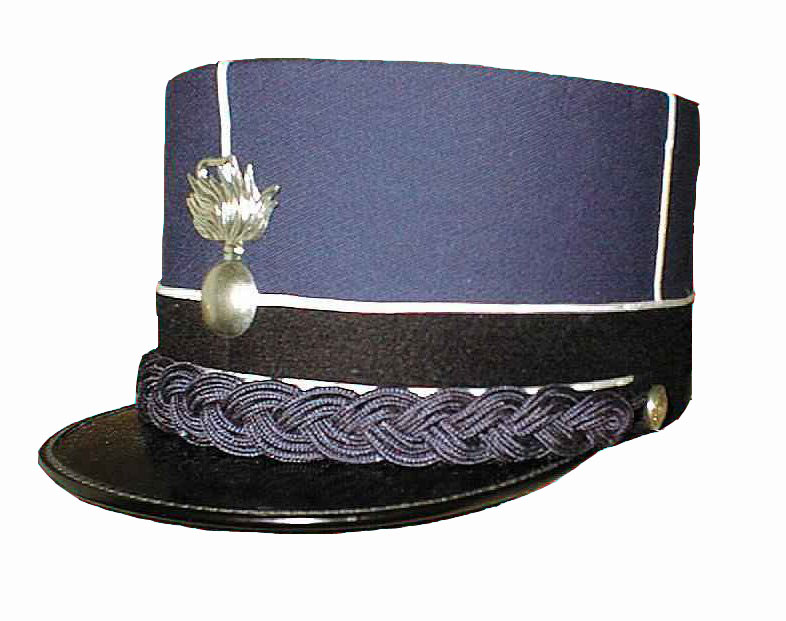
Paradhuvudbonad för Vatikanstatens gendarmeri

Vid nedläggningen av det påvliga gendarmeriet 1970 överfördes dess polisiära uppgifter på en nybildad poliskår (Corpo di Vigilanza, uppsyningskåren), sedan 2002 benämnd Vatikanstatens gendarmeri (Corpo della Gendarmeria dello Stato della Città del Vaticano). 

## Uppdrag
Gendarmeriet handhar tillsammans med Schweizergardet och ett särskilt kommando från den italienska civila statspolisen – Polizia di Stato – (Ispettorato di pubblica sicurezza presso il Vaticano) Vatikanstatens militära och polisiära uppgifter.
- Upprätthålla allmän ordning och säkerhet
- Utreda brott
- Skydda statens säkerhet
- Trafikövervakning
- Domstolsservice
- Förebygga olycksfall
- Kontrollera efterlevnaden av handels- och finansbestämmelser
- Skydda påven

Källa:

## Organisation
Gendarmeriet består av 130 gendarmer. Sedan 2006 är Domenico Giani generalinspektör och chef.
Till gendarmeriet hör:
- Ledningscentral
- Snabbinsatsstyrka (Gruppo Intervento Rapido)
- Bombröjningsgrupp
- Musikkår

Källa:

## Personal
En gendarmeriaspirant måste vara en italiensk man, yngre än 25 år gammal, som har genomgått militär grundutbildning och är minst 175 centimeter lång och ogift. Under de två första årens anställning får gendarmerna inte gifta sig och måste bo i kaserner i Vatikanen. De kan sedan gifta sig och bo utanför Vatikanstadens murar. Gendarmeriet bär en mörkblå uniform och är beväpnade med tjänstepistoler av typ Glock 17. Det finns även tyngre beväpning att tillgå som kulsprutepistoler av typ Beretta M12.

## Tjänstegrader

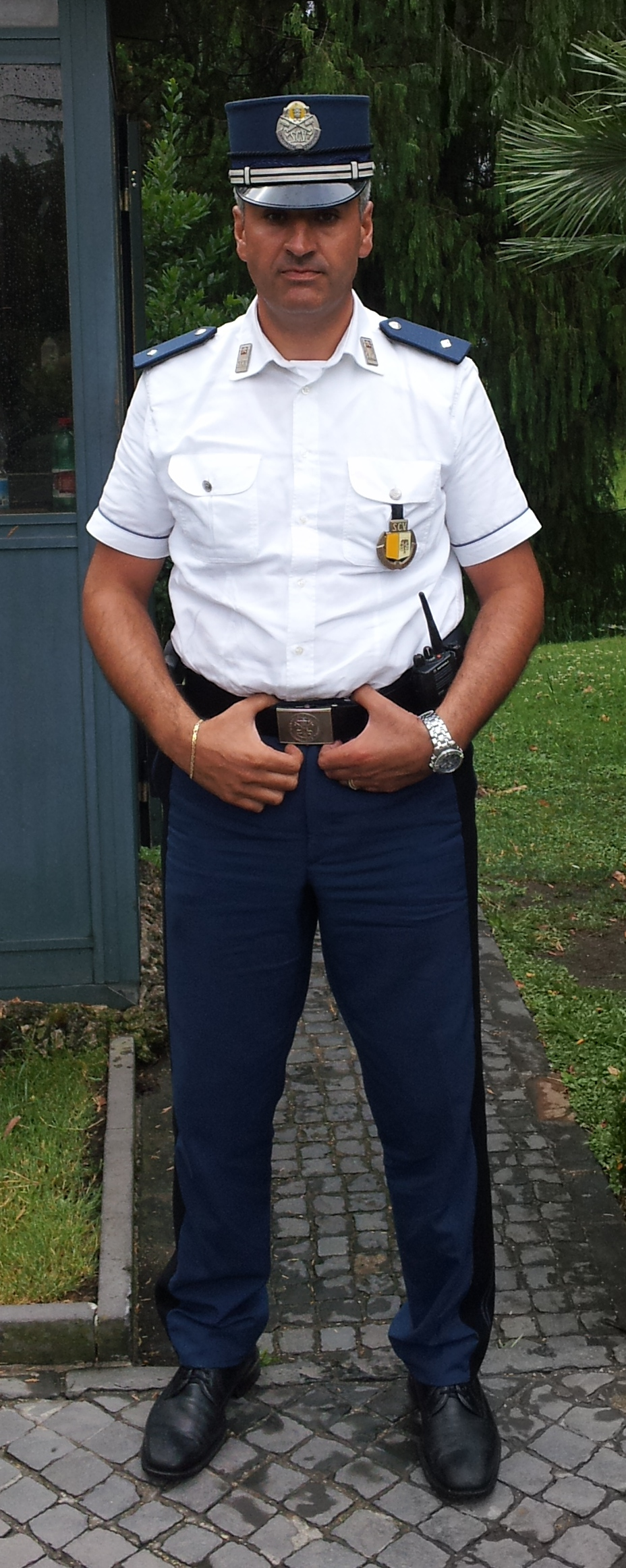
Gendarm iförd sommaruniform.

- Ispettore Generale
- Vice Ispettore Vicario
- Vice Ispettore
- Sovrastante Maggiore
- Sovrastante
- Vice Sovrastante
- Assistente
- Vice Assistente
- Agente Scelto
- Agente